# 오타리촌
오타리촌(일본어: 小谷村)은 일본 나가노현 서부에 있는 기타아즈미군의 촌이다. "특별 폭설 지대"로 대규모 스키장이 많이 있어 겨울에는 스키객으로 활기찬다.

## 지리
나가노현 북서쪽에 위치하고 중앙을 히메카와강이 흐르고 있다. 마을 동부에는 조신에쓰 고원 국립공원을 포함해 아마카자리산 등 구비키 산괴에 해당하는 해발 2,000m 전후의 산이 우뚝 솟아 있고 서부에는 주부 산악 국립공원을 포함한 하쿠바 연봉의 해발 2,500m 전후의 산이 우뚝 솟아 있다. 제2차 세계 대전 이전에는 금광산의 지장 광산이 존재했고 이러한 이유 때문에 마을 중심부는 협곡형 지형을 이룬다.
산사태·붕괴가 발생하기 쉽고 과거에 여러번 피해를 입었다. 전체 면적의 88%를 삼림이 차지하고 경지는 3% 미만으로 압도적으로 삼림이 넓은 편이다. 또 쓰가이케 고원이라는 고원도 퍼져 있다.

## 역사
- 1875년 2월 14일 - 아즈미군 기타오타리촌, 나카쓰치촌이 성립하였다.
- 1889년 4월 1일 - 시정촌제 시행과 함께 미나미오타리촌이 성립하였다.
- 1958년 4월 1일 - 미나미오타리촌, 나카쓰치촌, 기타오타리촌이 합병해 오타리촌이 성립하였다.

## 인구
| 연도 | 인구  | ±%     |
| ---- | ----- | ------ |
| 1940 | 8,243 | —      |
| 1950 | 8,279 | +0.4%  |
| 1960 | 7,917 | −4.4%  |
| 1970 | 5,893 | −25.6% |
| 1980 | 5,165 | −12.4% |
| 1990 | 4,474 | −13.4% |
| 2000 | 4,276 | −4.4%  |
| 2010 | 3,225 | −24.6% |

## 교통

### 철도
- 동일본 여객철도 오이토선
- 서일본 여객철도 오이토선

### 도로
- 국도 148호선